# Чемпионат Европы по шоссейному велоспорту 2016 — групповая гонка (юниорки)
Групповая гонка среди юниорок на Чемпионате Европы по шоссейному велоспорту прошла 16 сентября 2016 года.  Дистанция составила 68.5  км. Для участия в гонке были заявлены 95 спортсменок, стартовало - 93 из которых финишировали 88. 

Титул чемпионки Европы  завоевала немецкая велогонщица Лиана Липперт, показавшая время 1ч 54' 14". На втором месте итальянка Элиза Бальзамо (+ 4"), на третьем -  велогонщица из Великобритании Софи Райт (+ 4").

### Итоговая классификация
| Место | Участник              | Страна           | Время      |
| ----- | --------------------- | ---------------- | ---------- |
| 1 -   | Лиана Липперт         | (Германия)       | 1ч 54' 14" |
| 2 -   | Элиза Бальзамо        | (Италия)         | + 4"       |
| 3 -   | Софи Райт             | (Великобритания) | + 4"       |
| 4     | Летиция Патерностер   | (Италия)         | + 4"       |
| 5     | Полин Клуар           | (Франция)        | + 8"       |
| 6     | Сюзанна Андерсен      | (Норвегия)       | + 11"      |
| 7     | Ида Янссон            | (Швеция)         | + 11"      |
| 8     | Аурела Нерло          | (Польша)         | + 11"      |
| 9     | Лиза Пастейнер        | (Австрия)        | + 11"      |
| 10    | Эвита Музик           | (Франция)        | + 17"      |
|       |                       |                  |            |
| 19    | Карина Касенова       | (Россия)         | + 23"      |
| 21    | Анастасия Музалевская | (Россия)         | + 25"      |
| 25    | Мария Новолодская     | (Россия)         | + 30"      |
| 37    | Александра Степанова  | (Россия)         | + 3' 59"   |
| 66    | Кристина Столбова     | (Россия)         | + 6' 09"   |